# Воя (Димбовіца)
Воя (рум. Voia) — село у повіті Димбовіца в Румунії. Входить до складу комуни Крингуріле.
Село розташоване на відстані 78 км на північний захід від Бухареста, 28 км на південний захід від Тирговіште, 119 км на північний схід від Крайови, 106 км на південь від Брашова.

## Населення
За даними перепису населення 2002 року у селі проживали 522 особи. Усі жителі села рідною мовою назвали румунську.
Національний склад населення села:
| Національність | Кількість осіб | Відсоток |
| -------------- | -------------- | -------- |
| румуни         | 320            | 61,3%    |
| цигани         | 202            | 38,7%    |